# エロマンガ・スタディーズ
『エロマンガ・スタディーズ 「快楽装置」としての漫画入門』（エロマンガスタディーズ かいらくそうちとしてのまんがにゅうもん）は、永山薫が執筆した2006年の書籍。2014年に同書に「性と政治」に関する項目が加えられた増補文庫版が発売された。稀見理都が増補版の監修を行っている。

## 概要
本書はエロティックな要素が作品の主要なテーマに置かれている作品を「エロ漫画」と定義し、そのジャンルに対して投げかけられていると著者が主張する偏見について、合理性がないと述べている。一方で、著者自身もその偏見から必ずしも逃れられていないと述懐している。「エロ漫画」を考察することは価値のあることだと述べ、その特徴の探求を試みている。エロ漫画の歴史を考察する試みの中で、リチャード・ドーキンスのミーム理論を思考のベースに置いている。
エロ漫画で描写される劇画、美少女系、ロリータ・コンプレックス、巨乳、妹系の近親相姦、凌辱、純愛、SM、性的少数者、ジェンダーなどが章立てられて考察されている。
夏目房之介、小谷真理、東浩紀が推薦文を寄稿している。

## 翻訳版
2020年1月に台灣東販から、『成人漫畫研究史』のタイトルで中国語版が発売された。また、2020年11月にアムステルダム大学出版局から、杉本バウエンス・ジェシカとパトリック・ガルブレイスによる翻訳で本書の英語版『Erotic Comics in Japan: An Introduction to Eromanga』が発売されている。

## 評価と影響
本書は、エロ漫画というジャンルの全体像を知るための「格好のガイド」と評されている。ダ・ヴィンチニュースの佐藤圭亮は、本書を米沢嘉博の『戦後エロマンガ史』（青林工藝舎）と並んで「エロマンガ研究」に取り組んできた先行研究書として位置付けた。
『エロマンガ表現史』を執筆した稀見理都は、『エロマンガ・スタディーズ』に触れた経験が、自身がエロ漫画を本格的に研究するきっかけになったと述べている。
本書は吉村和真とジャクリーヌ・ベルントが編集した、人文書院の『マンガ・スタディーズ ブックガイドシリーズ 基本の30冊』でリストアップされた30冊の内の1冊に挙げられている。